# هیگاشی یودوگاوا، اوساکا

بخش هیگاشی یودوگاوا، اوساکا (انگلیسی: Higashiyodogawa-ku, Osaka) یکی از ۲۴ بخش شهر اوساکا در ژاپن است. این بخش در شمال شرقی شهر اوساکا قرار دارد.